# Дордрехт Лайонз
Хоккейный клуб «Дордрехт Лайонз» (нидерл. Dordrecht Lions) — команда по хоккею с шайбой из Дордрехта. Домашней ареной клуба является стадион «Спортбульвар Дордрехт», вмещающий 700 человек.

## История
Хоккейный клуб «Дордрехт Лайонз» был основан в 1977 году. В 1993 году клуб впервые принял участие в Голландской хоккейной лиге. В 1995 году Лайонз показали лучший результат за свою историю - шестое место в чемпионате. Но уже в 1997 году команда вылетела из Эредивизие и была вынуждена играть в Первом дивизионе. Лишь в 2013 году клубу удаётся завоевать путёвку в высшую лигу.

## Достижения
- Первый дивизион:
  - Победитель (2)  : 2000, 2013